# Margaret Scriven
Margaret Croft Scriven, Peggy Scriven, zamężna Vivian (ur. 17 sierpnia 1912 w Leeds, zm. 25 stycznia 2001) – brytyjska tenisistka, dwukrotna zwyciężczyni międzynarodowych mistrzostw Francji w grze pojedynczej, członkini Międzynarodowej Tenisowej Galerii Sławy.
Scriven była zawodniczką leworęczną, uważaną za naturalny talent - nigdy nie brała lekcji tenisa. W wieku 17 lat zdobyła tytuł mistrzyni Wielkiej Brytanii juniorek. Znana z cierpliwości na korcie, atakowała głównie forhendem. Największe sukcesy odniosła na kortach o nawierzchni ziemnej, dwukrotnie triumfowała w wielkoszlemowych mistrzostwach Francji, po raz pierwszy w 1933 jako zawodniczka nierozstawiona. W finale w 1933 pokonała reprezentantkę gospodarzy Simone Mathieu, rok później Amerykankę Helen Jacobs. Występ w 1935 zakończyła na półfinale, gdzie Mathieu wzięła rewanż za porażkę sprzed dwóch lat (6:8, 1:6).
Scriven wygrywała również mistrzostwa Francji w deblu (z Kay Stammers) i mikście (z Jackiem Crawfordem). W latach 1933–1935 figurowała w czołowej dziesiątce rankingu światowego, w pierwszych dwóch latach na 5. miejscu, w 1935 na miejscu 10. Wystąpiła także w barwach narodowych w trzech edycjach Pucharu Wightman (1933, 1934, 1938), ale poniosła same porażki - dwukrotnie z Helen Jacobs i Sarah Palfrey, po jednym razie z Helen Wills i Alice Marble. Wszystkie te edycje kończyły się zwycięstwem Amerykanek.
Mężem Scriven był Frank Harvey Vivian, oficer RAF.
Osiągnięcia w turniejach wielkoszlemowych:
- mistrzostwa Francji
  - gra pojedyncza - wygrane 1933, 1934
  - gra podwójna - wygrana 1935 (z Kay Stammers)
  - gra mieszana - wygrana 1933 (z Jackiem Crawfordem)

Finały singlowe w turniejach wielkoszlemowych:
- mistrzostwa Francji 1933 – 6:2, 4:6, 6:4 z Simone Mathieu
- mistrzostwa Francji 1934 – 7:5, 4:6, 6:1 z Helen Jacobs